# Acosmeryx pseudomissa
Acosmeryx pseudomissa là một loài bướm đêm thuộc họ Sphingidae. Nó được miêu tả bởi Mell năm 1922. Loài này có ở Thái Lan, miền nam Trung Quốc và Việt Nam.
Ấu trùng ăn các loài Actinidia.